# Cestida
Ordre
Cestida est un ordre de cténophores.

## Liste des familles, genres et espèces
Selon World Register of Marine Species (24 novembre 2015), ITIS, ADW et NCBI :
- famille Cestidae Gegenbaur, 1856
  - genre Cestum Lesueur, 1813
    - Cestum veneris Lesueur, 1813

  - genre Velamen Krumbach, 1925
    - Velamen parallelum (Fol, 1869)